# Памятник дезертирам (Эрфурт)

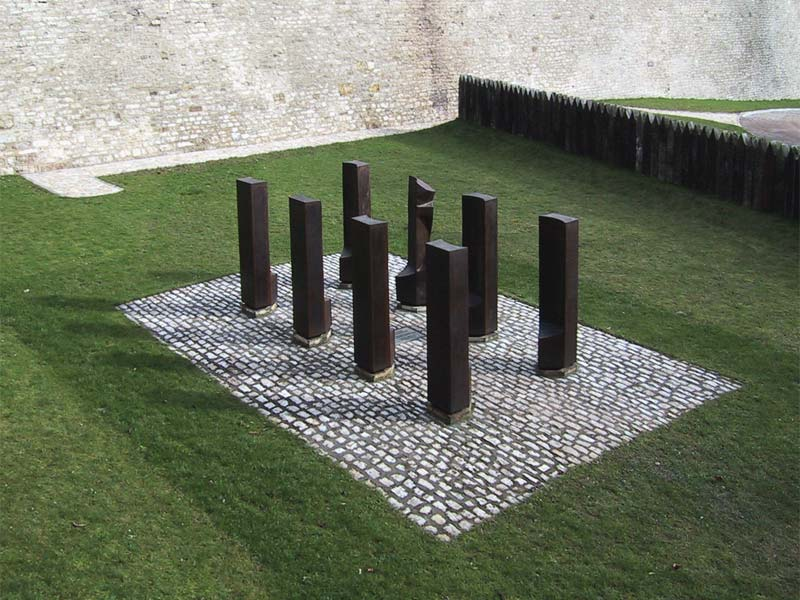

Памятник неизвестным дезертирам и жертвам нацистской военной юстиции (нем. Deserteursdenkmal Erfurt) установлен у стен бастиона на холме Петерсберг в Эрфурте и был открыт в Международный день мира в 1995 году.

## Описание

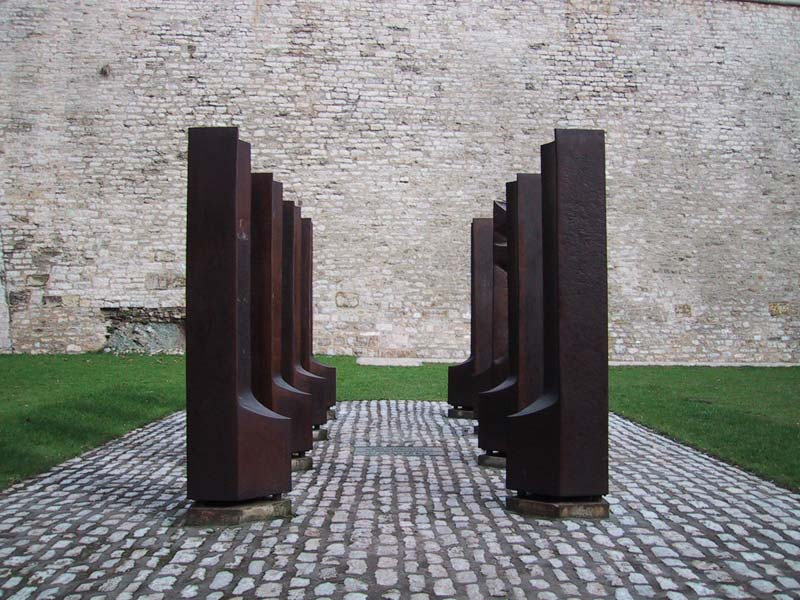

Памятник создал художник Томас Николаи. Он состоит из 8 металлических стел, 7 из которых стоят прямо, а восьмая имеет индивидуальную форму: она словно отвернулась и собирается выйти из строя, и символизирует солдата, готового дезертировать. На бронзовой доске на тротуаре написано: «Dem unbekannten Wehrmachtsdeserteur — Den Opfern der NS-Militärjustiz — Allen die sich dem Naziregime verweigerten» («Во имя неизвестного дезертира Вермахта — во имя жертв нацистской военной юстиции — во имя всех тех, кто отказался подчиняться национал-социалистическому режиму»). Также на табличке приведена цитата из произведения Гюнтера Айха Träume: «Seid Sand, nicht das Öl im Getriebe der Welt» («Будь песком, а не смазкой в машинах мира»).
Скульптор использовал металлолом (бывшие отопительные котлы), поскольку это материал со следами износа. Сталь напоминает о сражениях Второй мировой войны. Расположение стел в виде узкой аллеи создаёт ощущение беспокойства, единообразия, и безнадёжности.
Проблему послушания и интеграции с режимом Николаи рассматривает как сложные отношения между индивидуумом и социальной системой.
Когда болевой порог (на что указывает, например, склонённая голова дезертира) превышен, право на самоопределение становится правом на отказ.

## Исторический контекст места

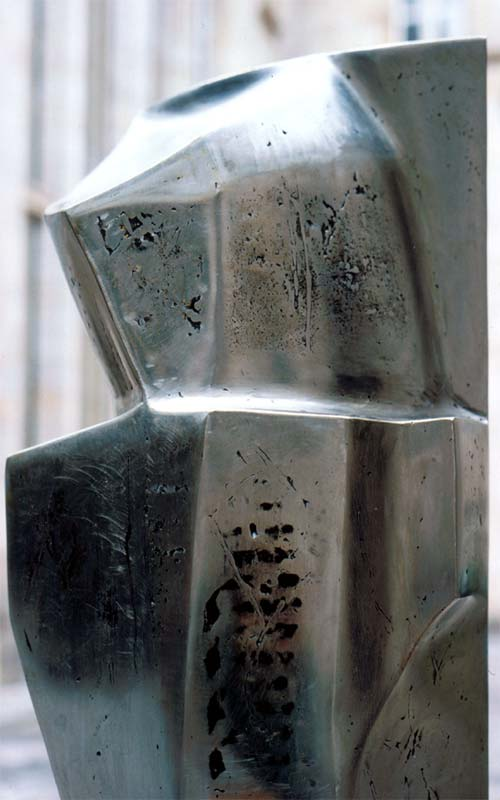
Деталь стелы дезертира

Рядом с памятником с 1935 года находился военный суд вермахта 409 ID, в котором во время войны были приговорены к смертной казни около 50 дезертиров. В подвале большой прусской оборонительной казармы, стоящей на холме, также находились тюремные камеры, а некоторые заключённые даже были расстреляны в цитадели.

## Идея памятника и споры
В ноябре 1994 года возникли группы активистов, стремившихся установить памятник к 8 мая 1995 года (50-летию поражения нацистской Германии). В их число входили члены профсоюзов, группы борцов за мир, жертвы нацизма, представители церкви, художники. Активисты в январе 1995 года приняли концепцию скульптора и развили её вместе со специалистами из Deutsche Bahn. Поддержали установку памятника такие знаменитости, как Марк Джордано и Герхард Цверенц, сам бывший дезертиром. Они были первыми, кто подписал петицию об открытии памятника. Подчёркивалась необходимость юридической реабилитации оппонентов. Памятник должен был способствовать пробуждению совести перед нарушениями прав человека, побуждать бороться со всяким насилием. Сам Николаи всегда подчёркивал своё нежелание называть дезертиров героями, а оставшихся сражаться солдат — злодеями.
В поддержку установки памятника выступили Йошка Фишер, евангелический епископ Кристоф Демке, министр по социальным делам Тюрингии Ирен Элленбергер, бывший дезертир Людвиг Бауман. Поскольку тогдашний мэр Эрфурта не одобрял идею установки памятника, Зелёные развернули официальную кампанию об уместности установки памятника на холме Петерсберг.
После Городская комиссия по искусству высказала недовольство по поводу отсутствия публичного предложения по участию в тендере. После обсуждения концепции и осмотра первой изготовленной стелы, комиссия раскритиковала всё в целом, за чрезмерное излишество с одной стороны, и за слишком большую абстрактность с другой. Успеть до запланированной даты 8 мая возможности не было, поэтому открытие было перенесено на 1 сентября. Несмотря на некоторые дальнейшие препятствия, открытие состоялось в назначенный день.
С самого начала развернулись публичные дебаты. Примером этого были споры опубликованные в журнале «Stadt und Geschichte». Часто солдаты, всё ещё продолжавшие сражаться, больше уважались, чем дезертиры. С другой стороны, иногда осуждались солдаты Вермахта, которые не решались дезертировать.
Через 15 лет на холме Петерсберг была открыта выставка под названием «Was damals Recht war... Soldaten und Zivilisten vor Gerichten der Wehrmacht». Сообщалось также об успешном чествовании дезертиров в Германии, и признании их жертвами нацизма.